# Kostreš
Kostreš (szerbül: Костреш), település Bosznia-Hercegovinában, Derventa községben, a Szerb Köztársaság északi régiójában. 

## Fekvése
A település Bosznia-Hercegovina északi részén, Dobojtól légvonalban 35, közúton 45 km-re északnyugatra, községközpontjától légvonalban 5, közúton 6 km-re észak-északkeletre, az Ukrina és a Száva közötti dombvidéken, 127-204 méteres magasságban fekszik.

## Népessége
| Nemzetiségi csoport | Népesség 1991 | Népesség 2013 |
| ------------------- | ------------- | ------------- |
| Szerb               | 385           | 288           |
| Bosnyák             | 2             | 3             |
| Horvát              | 15            | 5             |
| Jugoszláv           | 0             | 0             |
| Egyéb               | 1             | 0             |
| Összesen            | 403           | 296           |

## Története
A falutól északnyugatra, az ortodox temető mellett talált régészeti leletek tanúsága szerint itt már az őskőkorszaktól az újkőkorszakig emberi települések voltak.
A település 1878-ig tartozott az Oszmán Birodalomhoz, ekkor a berlini kongresszus határozata alapján az Osztrák-Magyar Monarchia része lett. 1879-ben az első osztrák-magyar népszámlálás során a Derventi járáshoz tartozó településnek 30 háztartása és 193 ortodox lakosa volt. 1910-ben a Derventai járáshoz tartozó településen 42 háztartást és 279 ortodox lakost találtak. A monarchia szétesésével 1918-ban előbb a Szerb-Horvát-Szlovén Királyság, majd 1929-től a Jugoszláv Királyság része lett. 1921-ben a Derventai járáshoz tartozó településnek 307 lakosa volt, közülük 305 ortodox és 2 római katolikus volt. Az 1929-es törvény értelmében, amikor Bosznia-Hercegovinát négy banovinára, Drinskára, Vrbaskára, Zetskára és Primorskára osztották, a település a Vrbaska banovina (Orbászi bánság) része lett, amelynek székhelye Banja Luka volt. 1939-ben a közigazgatás átszervezésével a Hrvatska banovina (Horvát Bánság) része lett.
A második világháborúban Jugoszlávia megszállása után a Független Horvát Állam (NDH) része lett. A második világháború után 1992-ig a település a szocialista Jugoszlávia keretében a Bosznia-Hercegovinai Népköztársaság része volt. A boszniai háborút lezáró daytoni békeszerződés rendelkezése alapján az ország területét felosztották a Bosznia-hercegovinai Föderáció és a boszniai Szerb Köztársaság között. A békeszerződés utáni területmegosztási megállapodás értelmében a település Derventa község részeként a Boszniai Szerb Köztársasághoz került. 

## Nevezetességei
- Szent Marina vértanú tiszteletére szentelt ortodox temploma. Az eredeti templomot 1905-ben építették, majd 1984-ben felújították, és 1984. július 14-én Vaszilj, Zvornik-Tuzlan püspöke szentelte fel. Az 1992-ben a horvát fegyveres erők által lerombolt templom helyén 1999-ben megkezdődött egy új építése. Az új templom alapjait ugyanazon év augusztus 29-én szentelte fel Vaszilj püspök. Az ikonosztázt Boban Suvajac készítette, aki Prnjavor melletti Ilováról érkezett, az ikonosztázon lévő ikonokat pedig a belgrádi Petar Bilić festette. A templom méretei 15x7,2 méter. A kész templomot 2007. július 30-án szentelte fel Vaszilij püspök.[9]

- Cerik – paleolit és neolit település maradványai a falutól északnyugatra húzódó dombháton, a kostreši temető közelében. A lelőhelyen részben szántóföldi művelés, részben sírásás alkalmával a korai paleolikumból származó kőeszközöket találtak. A lelőhely nyugati részén a paleolit leleteken kívül az újkőkorszakból származó kőszekercét és kerámia töredékeket találtak.[5]